# Klass I (ishockey)
Klass I i ishockey var den högsta ishockeyserien för seniorer säsongerna 1923-1927. Tidigare hade bara funnits en träningsserie. Serieseger innebar också seger i Stockholms distriktsmästerskap. 
Första säsongen deltog sex lag, alla från Stockholm. Säsongen därpå utökades serien med två lag från Klass III med planen att det skulle bli åtta lag, men IK Göta drog sig ur så serien kom att bestå av sju lag. Till säsongen 1925 var IK Göta tillbaka liksom AIK som haft sin ishockeyverksamhet nedstängd – totalt blev det nio lag. Inför säsongen 1926 lade IF S:t Erik ner sin hockeyverksamhet och AIK begärde själva nedflyttning till Klass II. Södertälje SK kom som nytt lag i kraft av att de var regerande svenska mästare och blev därmed det första landsortslaget i serien. Sista säsongen, 1927, hade Djurgården flyttats ner. I deras ställe flyttades Lidingö IF upp så det blev fortsatt åtta lag i serien.
Till säsongen 1927/28 gjorde man om seriesystemet och de fyra bästa lagen från Klass I flyttades till en ny serie med namnet Elitserien. Övriga lag gick vidare till en ny andraliga med namnet Klass I.

## Deltagande lag och resultat
| Lag            | 1923 | 1924 | 1925 | 1926 | 1927       |
| -------------- | ---- | ---- | ---- | ---- | ---------- |
| AIK            |      |      | 8    |      |            |
| Djurgårdens IF | 2    | 1    | 6    | 8    | Nedflyttad |
| Hammarby IF    | 3    | 3    | 4    | 3    | 3          |
| IF Linnéa      | 6    | 2    | 7    | 5    | 5          |
| IF S:t Erik    |      | 4    | 5    |      |            |
| IFK Stockholm  | 4    | 5    | 3    | 4    | 7          |
| IK Göta        | 1    |      | 1    | 2    | 1          |
| Lidingö IF     |      |      |      |      | 4          |
| Nacka SK       | 5    | 6    | 2    | 7    | 6          |
| Södertälje SK  |      |      |      | 1    | 2          |
| Tranebergs IF  |      | 7    | 9    | 6    | 8          |

| Förklaring                 |
| -------------------------- |
| Seriesegrare               |
| – nerflyttad till Klass II |